# Гвазине (Виченца)
Гвазине је насеље у Италији у округу Виченца, региону Венето.
Према процени из 2011. у насељу је живело 18 становника. Насеље се налази на надморској висини од 375 м.